# Frederic Trias

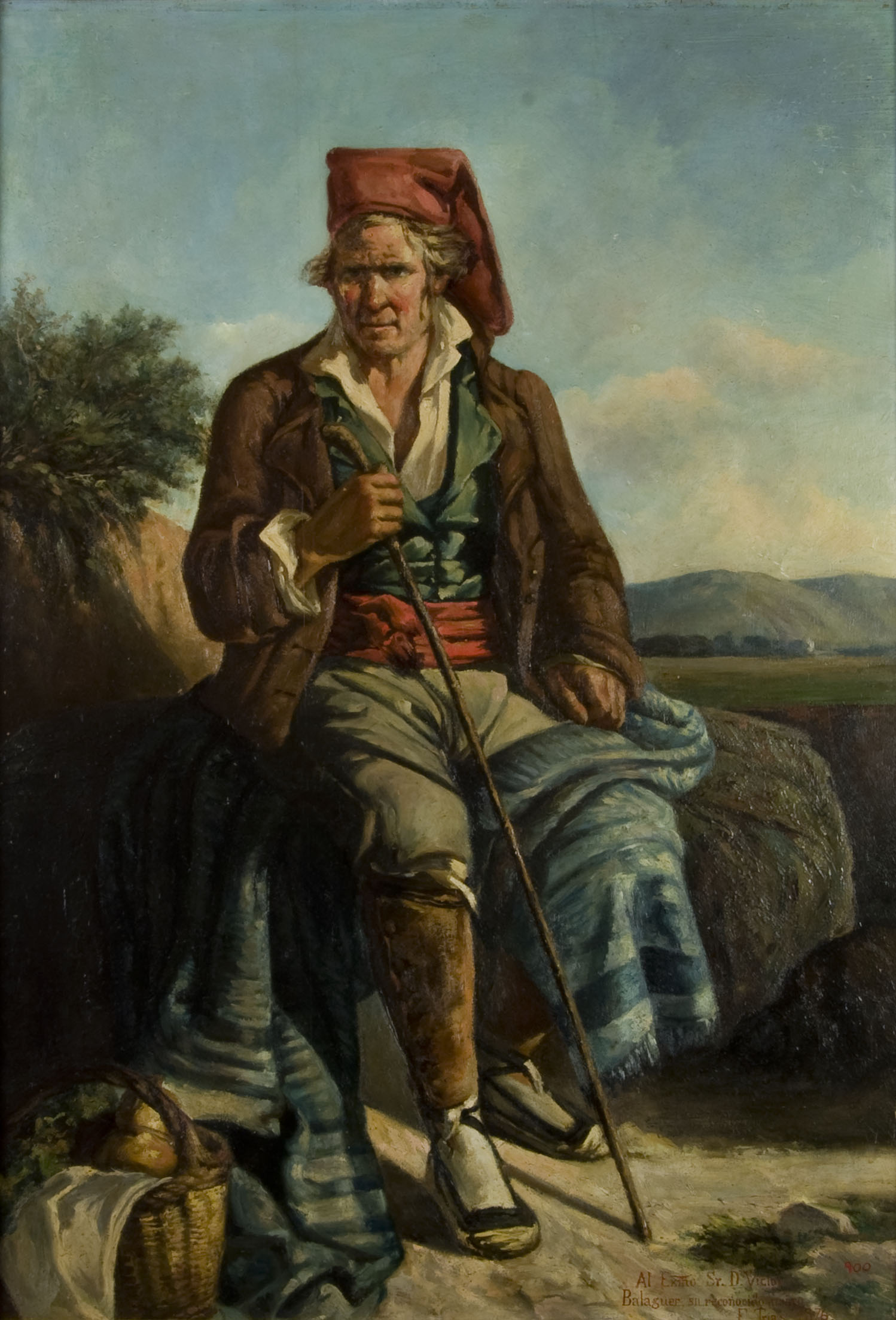
Pastor, 1876. Óleo sobre lienzo, Villanueva y Geltrú, Biblioteca Museo Víctor Balaguer.

Frederic Trias i Planas (Igualada, 1822-Barcelona, 1880), pintor y dibujante de estampas español.

## Biografía
Empleado en la industria textil Jacint Barrau, en 1850 redactó una memoria que saldría publicada en 1856 con el título Relación de las Bellas Artes con la Industria, en la que, por primera vez en Cataluña, se encuentra una reflexión acerca de la necesidad de conectar artes e industrias, reflexión no por casualidad surgida en el seno de la industria de estampados textiles, las célebres indianas de Barcelona. Muy crítico con los métodos de enseñanza del dibujo empleados en su tiempo y con la mediocridad del estado de las artes en Barcelona, defendía orientar las enseñanzas de dibujo al ejercicio profesional y en relación con las técnicas de reproducción propias de cada una de las artes industriales, en las que los profesores debían estar impuestos. «Las necesidades del progreso de la industria por una parte —escribía—, y la triste situación de las Bellas Artes por otra, reclaman la alianza de estas dos grandes potencias de la actividad humana». Las bellas artes tradicionales podían, en su opinión, endulzar la que llamaba belleza industrial y alababa la reproductibilidad por encima de la creación.
Fue discípulo en la Escuela de la Lonja de Barcelona de Ramón Martí Alsina. En 1867 obtuvo por oposición la plaza de profesor de dibujo en el instituto de segunda enseñanza de Lérida y, según Manuel Ossorio y Bernard, que publicó el segundo tomo de su Galería biográfica en 1869, «últimamente ha sido nombrado corresponsal en Lérida de la Academia de Bellas Artes de San Fernando».
A la Exposición Nacional de Bellas Artes de 1864 presentó, según Ossorio, el lienzo titulado Un campesino, dos paisajes y una marina, por los que fue premiado con mención honorífica. A esos mismos géneros, por sus títulos, debían de pertenecer Una devota, Un viejo, Retrato de un niño, Interior de un patio y Ruinas de la antigua colegiata de Santa Ana de Barcelona telas presentadas a las exposiciones de Barcelona y Madrid de 1866, en la que obtuvo nueva mención honorífica.
En 1879 la Universidad de Barcelona le encargó para su galería de retratos el del rector Mariano Antonio Collado, que ejerció el cargo en 1850-1851, pero no consta que lo entregase, quizá por sobrevenirle la muerte.
Casado con María del Carmen Giró, fue padre del también pintor Federico Trías y Giró, catedrático de dibujo de Segunda Enseñanza desde 1889 y fallecido en 1896, y del jurista Juan de Dios Trías (1854-1914), y en su casa, en el verano de 1872, recibió las primeras lecciones de dibujo Josep Llimona.